# London Grammar
 (novembre 2020).
London Grammar est un groupe d'indie pop britannique originaire de Nottingham, formé en 2009. Composé de Hannah Reid au chant, au piano et aux claviers, Dominic « Dot » Major au clavier et aux percussions et Dan Rothman à la guitare,  le groupe se fait connaître mondialement en 2013, avec ses tubes Wasting My Young Years et Strong.

## Historique

### Débuts (2009 - 2012)
Pour débuter, le groupe joue dans des bars britanniques. Plusieurs années après, le 12 décembre 2012, le groupe sort son premier single Hey Now sur YouTube.

### Metal & DustetIf You Wait(2013 - 2015)
En février 2013, le groupe sort son premier EP, Metal & Dust, constitué de quatre titres, dont Hey Now et Wasting My Young Years (ce dernier sort en juin 2013).  Ce titre propulse le trio au sommet des charts quelques mois après sa sortie.
Le premier album de London Grammar, If You Wait, sort le 9 septembre 2013. Il rassemble les quatre titres de l'EP ainsi que huit autres titres, dont Strong et Nightcall (reprise du titre de Kavinsky) qui seront les singles suivants du trio. Il reçoit de la critique un avis général positif et se classe 2e du UK Albums Chart, et 10e du classement français. L'album s'écoule à 150 000 exemplaires en France, et 400 000 au Royaume-Uni.

### Truth Is a Beautiful Thing(2016-2019)
Le groupe fait son retour le 1er janvier 2017 avec le single Rooting For You, qui devance l'album Truth Is a Beautiful Thing, sorti en juin 2017.

### Californian Soil(2020-)
En 2020, London Grammar dévoile deux nouvelles chansons : Baby It's You et Californian Soil. En octobre 2020, le groupe annonce la sortie de son troisième album Californian Soil pour le 12 février 2021 et publie la liste complète des morceaux de l'album, intégrant les deux titres déjà sortis. Mais, un nouveau report est annoncé le 9 mars 2021, en même temps qu'un nouveau titre How Does It Feel.

## Collaborations
London Grammar a collaboré avec le duo Disclosure sur un des titres de leur premier album Settle. L’extrait intitulé Help Me Lose My Mind est sorti le 25 octobre 2013.
On retrouve leur titre Hey Now (remixé par le DJ russe Arty) dans le jeu de course automobile Forza Horizon 2 sorti en septembre 2014.
Leur chanson Metal & Dust est utilisée dans l'épisode 6 de la saison 1 de Crisis.
En 2019, le trio réalise une collaboration avec Flume sur le titre Let You Know après plusieurs années discrètes.

## Style musical et image

### Musique et voix
La musique de London Grammar est minimaliste, mélange d’ambiances électroniques, soul et parfois plus classiques. Certaines critiques caractérisent parfois les mélodies comme « éthérées »,,. 

### Composition et production
Une nouvelle fois, le single Hey Now, remixé par The Shoes, apparaît dans la pub The future is Gold de Dior.

## Membres
- Hannah Reid (née le 30 décembre 1989) – chant, piano, clavier, rhodes (depuis 2009)
- Dan Rothman (né le 23 septembre 1989) – guitare électrique, guitare acoustique, basse (depuis 2009)
- Dominic « Dot » Major (né le 23 février 1991) – clavier, piano, rhodes, percussion, batterie, djembé (depuis 2010)

## Discographie

### Albums studio
- 2013 : If You Wait
- 2017 : Truth Is a Beautiful Thing
- 2021 : Californian Soil
- 2024 : The Greatest Love

## Certifications
L’album If You Wait a été certifié disque d’or en Australie et album de platine au Royaume-Uni ainsi qu’en France.